# Kaieteur News
Kaieteur News is een particulier dagblad in Guyana. Columnisten van Kaieteur News zijn onder meer Freddie Kissoon, Stella Ramsaroop, Adam Harris en een pseudoniem, "Peeping Tom".
Kaieteur News is ook eigenaar van Kaieteur Radio en heeft een online nieuwseditie. Kaieteur is in Guyana een geografische naam en verwijst onder meer naar de Kaieteurwaterval en het Nationaal park Kaieteur.